# Crank It Up (chanson de David Guetta)
Cet article concerne la chanson de David Guetta. Pour la chanson d'Ashley Tisdale, voir Crank It Up.
Pistes de Nothing but the Beat
I Can Only Imagine
(7) I Just Wanna F.
(9)
Cranck It Up est une chanson de David Guetta. Extrait de son 5e album studio Nothing but the Beat, on[Qui ?] retrouve la collaboration vocale du chanteur Akon, la chanson a été écrite par Akon, Guetta, Giorgio Tuinfort, Fred Rister et produit par David Guetta, Giorgio Tuinfort, Fred Rister.

## Liste des pistes
- Album Version

1. Crank It Up (featuring Akon) – 3:12

## Crédits et personnels
- David Guetta – Auteur-compositeur, production, mixing
- Akon – Auteur-compositeur, chanteur, production
- Giorgio Tuinfort – Auteur-compositeur, production
- Fred Rister - Auteur-compositeur, production

## Classement par pays
| Classement (2012)                                 | Meilleure position |
| ------------------------------------------------- | ------------------ |
| Allemagne (Media Control AG)                      | 43                 |
| Australie (ARIA)                                  | 49                 |
| Canada (Canadian Hot 100)                         | 50                 |
| France (SNEP)                                     | 94                 |
| Royaume-Uni Singles (The Official Charts Company) | 96                 |